# Ortahisar
Ortahisar és un municipi de la Capadòcia, districte d'Ürgüp, a la província de Nevşehir de Turquia. L'any 2008, la seva població ascendia a 3.478 habitants. Aquesta ciutat troglodita començà ocupant una alta formació geològica en la qual s'excavaren tot tipus d'habitatges i construccions.
Va tenir un ús militar i civil i després s'anà estenent pel pendent del turó. Molt a prop, es pot visitar l'església Canbazali, el monestir d'Hallaç del segle x, i les esglésies de la ribera del Balkan, d'època preromana d'Orient.

## Monuments
Prop d'aquesta ciutat hi ha l'església de l'estilita Nicetas a Kizil Çukur. La Creu corona els sostres de la nau i el nàrtex. Com moltes esglésies rupestres de Capadòcia, és només com és la iconoclàstia que es professa des de principis del segle VIII segle, que rebutja les imatges religioses per evitar la idolatria.